# Jauhien Alachnowicz
Jauhien Alachnowicz (biał. Яўген Аляхновіч; ur. 18 czerwca 1990 w Mińsku) – białoruski wioślarz.

## Osiągnięcia
- Mistrzostwa Świata Juniorów – Linz 2008 – czwórka bez sternika – 13. miejsce[1].
- Mistrzostwa Świata U-23 – Račice 2009 – czwórka bez sternika – 16. miejsce[1].
- Mistrzostwa Europy – Brześć 2009 – ósemka – 9. miejsce[1].